# Tipula (Vestiplex) tumididens
Tipula (Vestiplex) tumididens is een tweevleugelige uit de familie langpootmuggen (Tipulidae). De soort komt voor in het Palearctisch gebied.